# Popillia acuta
Popillia acuta (лат.) — вид пластинчатоусых жуков из подсемейства хлебных жуков и хрущиков. Встречается в Юго-Западной Индии и Ост-Индии.
У взрослых особей яркое медно-золото-зеленое тело с булавовидными усиками. Клипеус острый, удлиненный, обращенный вверх, а надкрылья кирпичного цвета с ярким металлическим блеском. Конечные сегменты брюшка золотисто-зеленые. Длина тела имаго около 1,1 см, а ширина 0,70 см.